# وحشی (فیلم ۱۹۵۳)
وحشی (به انگلیسی: The Wild One) فیلمی به کارگردانی لاسلو بندک و با هنرنمایی مارلون براندو است که در سال ۱۹۵۳ بر مبنای داستان کوتاه «تهاجم موتور سواران» اثر فرانک رونی ساخته شد. این فیلم آغازگر زیرگونهٔ فیلم موتورسوار یاغی به‌شمار می‌رود.

## داستان
گروهی موتورسوار به سرکردگی جانی به شهر کوچکی هجوم می‌آورند و باعث ناامنی در آنجا می‌شوند.

## نقش‌ها
- مارلون براندو در نقش جانی استابلر
- مری مورفی در نقش کاتی بلیکر
- لی ماروین در نقش چینو
- رابرت کیت در نقش کلانتر هری بلیکر
- جی سی فیلیپن در نقش کلانتر استیو سینگر
- فرانک هاگنی